# John Crab (Politiker)

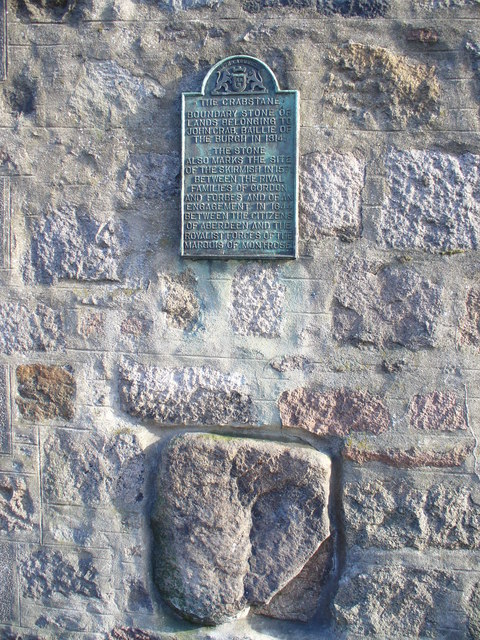
Der Crabstone in Aberdeen, der vermutlich nach John Crab bzw. nach seiner Familie benannt wurde

John Crab (auch Crabb) († um 1385) war ein schottischer Kaufmann und Politiker.
John Crab wird gelegentlich mit dem gleichnamigen Piraten John Crab verwechselt, mit dem er möglicherweise verwandt war. Er war ein Sohn seines gleichnamigen Vaters, der in den 1320er Jahren Grundbesitz bei Aberdeen besaß. Vor 1342 war Crab selbst Bürger von Aberdeen geworden und war als Kaufmann tätig. Nach 1357 gehörte er mehreren schottischen Gesandtschaften an, die mit England über die Zahlung des Lösegelds für König David II. verhandelten. Dies hielt ihn nicht davon ab, in den 1360er Jahren mit englischen Kaufleuten zu handeln. Dazu war er weiterhin für die schottische Krone tätig. Er lieh dem König Geld und kaufte in Flandern Pulver für die Geschütze von Edinburgh Castle. 1365 nahm er an einer allgemeinen Ratsversammlung und 1367 an einem schottischen Parlament teil.
Die Profite aus seinen Unternehmungen investierte  Crab in Grundbesitz in Aberdeen und Umgebung. Er erwarb Grundbesitz in Murtle, Denburn, Kincorth und Findon. Dazu gehörte er zu den ersten Investoren, die Häuser in der Stadt erwarben und dann vermieteten. Der Crabstane in Aberdeen, der vermutlich als Grenzstein diente, wurde vermutlich nach ihm oder nach seiner Familie benannt. Crab war ein frommer Mann, der ab den 1350er Jahren die Mietzahlungen aus einer Reihe von Häusern der Karmeliterniederlassung in Aberdeen schenkte. Dazu machte er 1384 in Arbroath Abbey ein Messstipendium für seine vor 1382 verstorbene Frau Elizabeth und für sich. Wenig später starb er.